# Сен-Кло
Сен-Кло (фр. Saint-Claud) — коммуна во Франции, находится в регионе Пуату — Шаранта. Департамент — Шаранта. Главный город кантона Сен-Кло. Округ коммуны — Конфолан.
Код INSEE коммуны — 16308.

## География
Коммуна расположена приблизительно в 360 км к юго-западу от Парижа, в 80 км южнее Пуатье, в 37 км к северо-востоку от Ангулема.
Большую часть территории коммуны занимают леса. Есть также луга, где выращивают зерновые и выпасают домашний скот (овцы, крупный рогатый скот).

## Население
Население коммуны на 2008 год составляло 1099 человек.
| 1962 | 1968 | 1975 | 1982 | 1990 | 1999 | 2008 |
| ---- | ---- | ---- | ---- | ---- | ---- | ---- |
| 1093 | 1051 | 1004 | 1128 | 1128 | 1062 | 1099 |

## Администрация
| Период | Период | Фамилия     | Партия                    | Примечания |
| ------ | ------ | ----------- | ------------------------- | ---------- |
| 1995   | 2008   | Рене Ротвен | Союз за народное движение |            |
| 2008   | 2014   | Жоэль Шарда |                           |            |

## Экономика
В 2007 году среди 667 человек в трудоспособном возрасте (15—64 лет) 478 были экономически активными, 189 — неактивными (показатель активности — 71,7 %, в 1999 году было 67,5 %). Из 478 активных работали 416 человек (238 мужчин и 178 женщин), безработных было 62 (29 мужчин и 33 женщины). Среди 189 неактивных 32 человека были учениками или студентами, 64 — пенсионерами, 93 были неактивными по другим причинам.

## Достопримечательности
- Церковь Сен-Кло (XIV век). Исторический памятник с 1925 года[3]
- Часовня Негре (XI век)
- Железнодорожный виадук Соннет (1902—1905 года). Исторический памятник с 2004 года[4]

## Фотогалерея

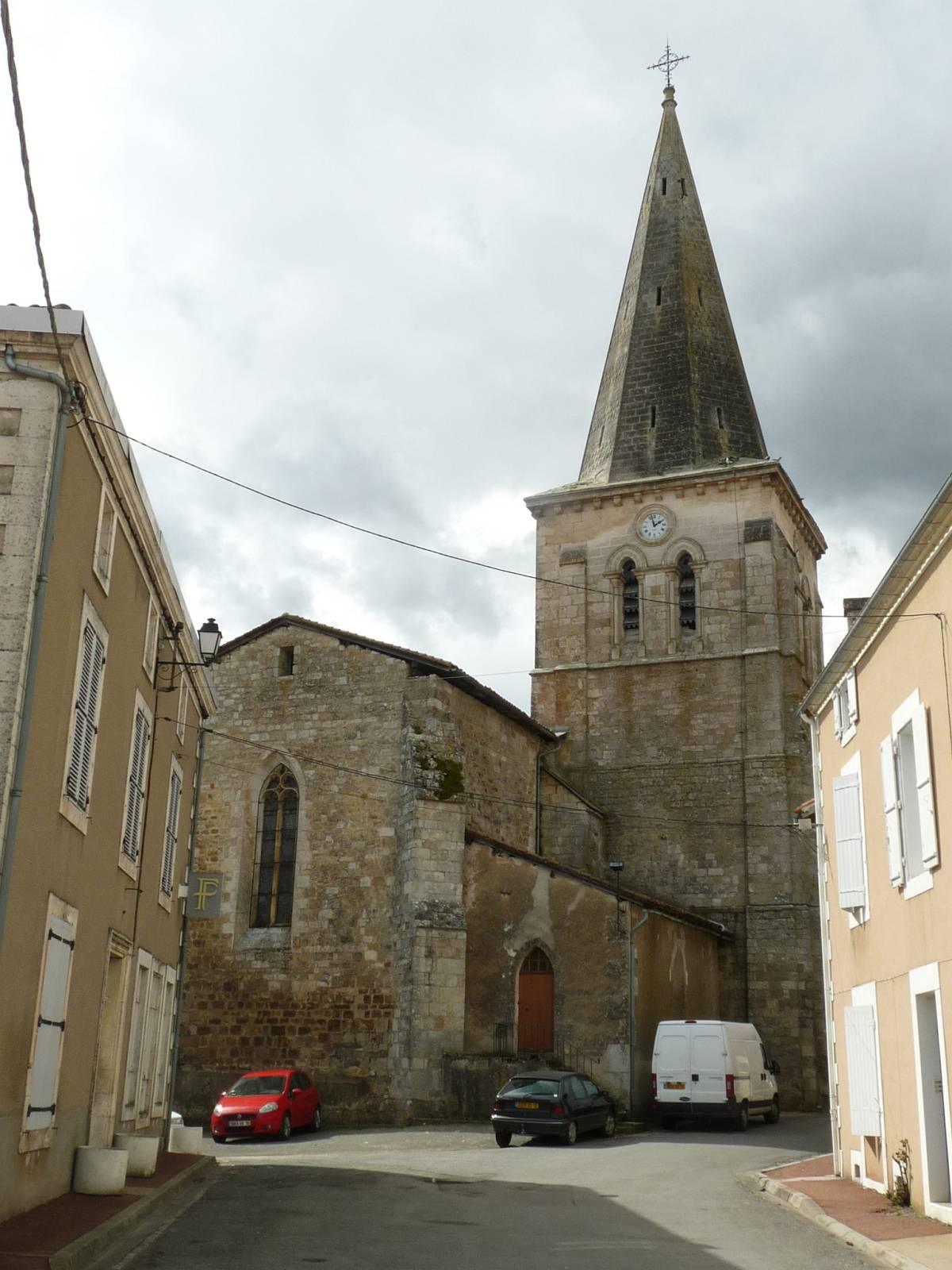
Церковь Сен-Кло
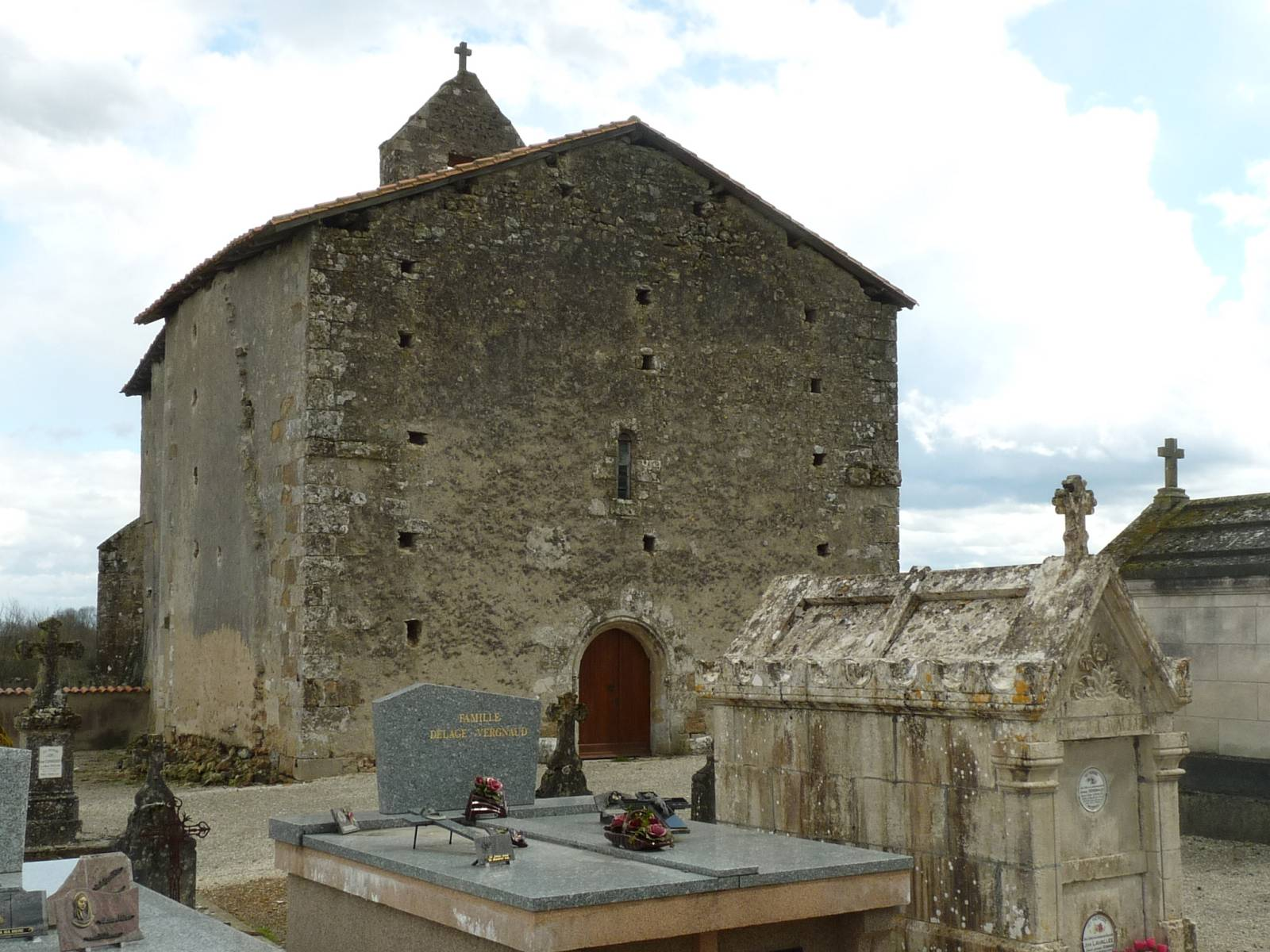
Часовня Негре
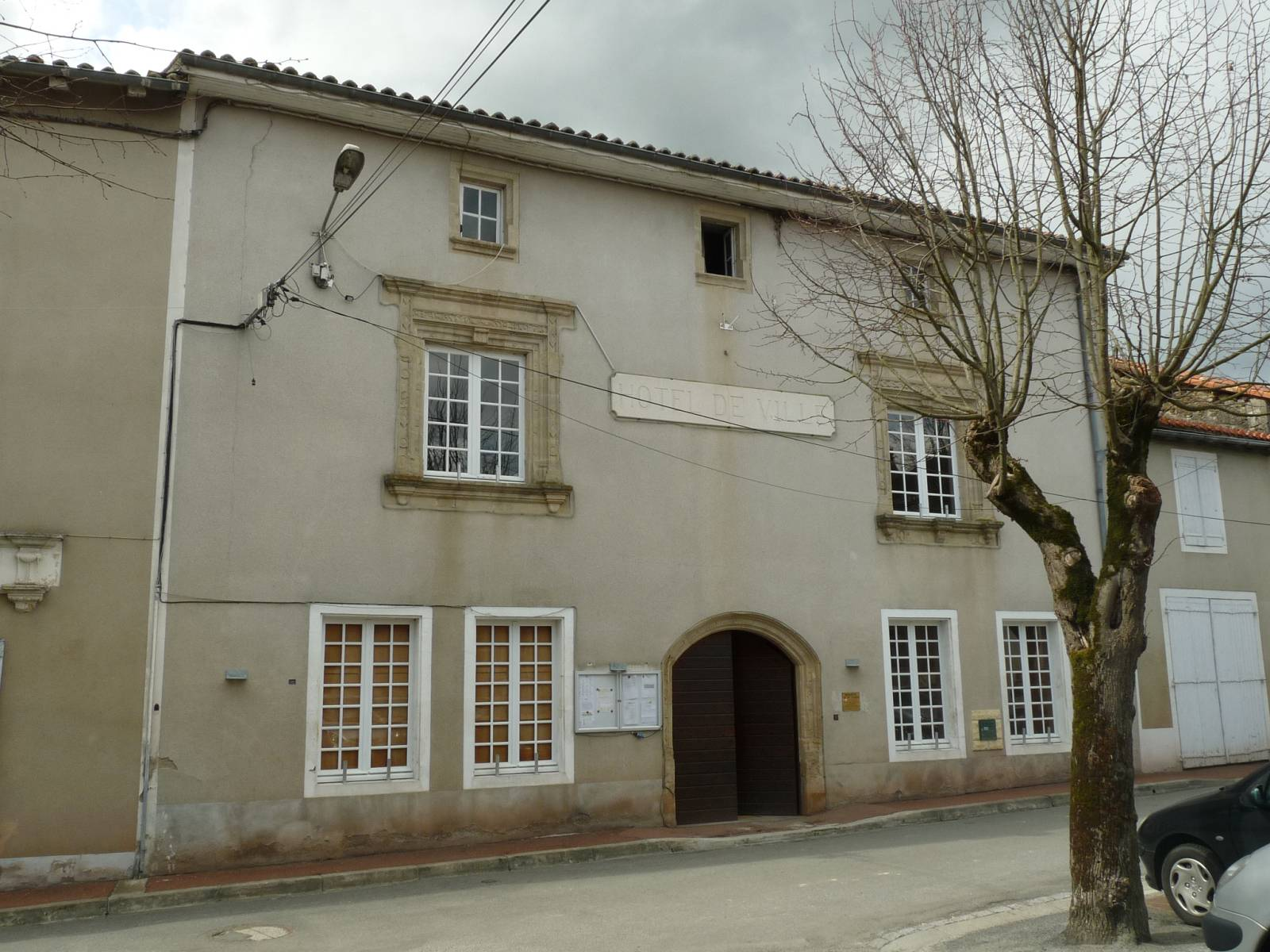
Мэрия
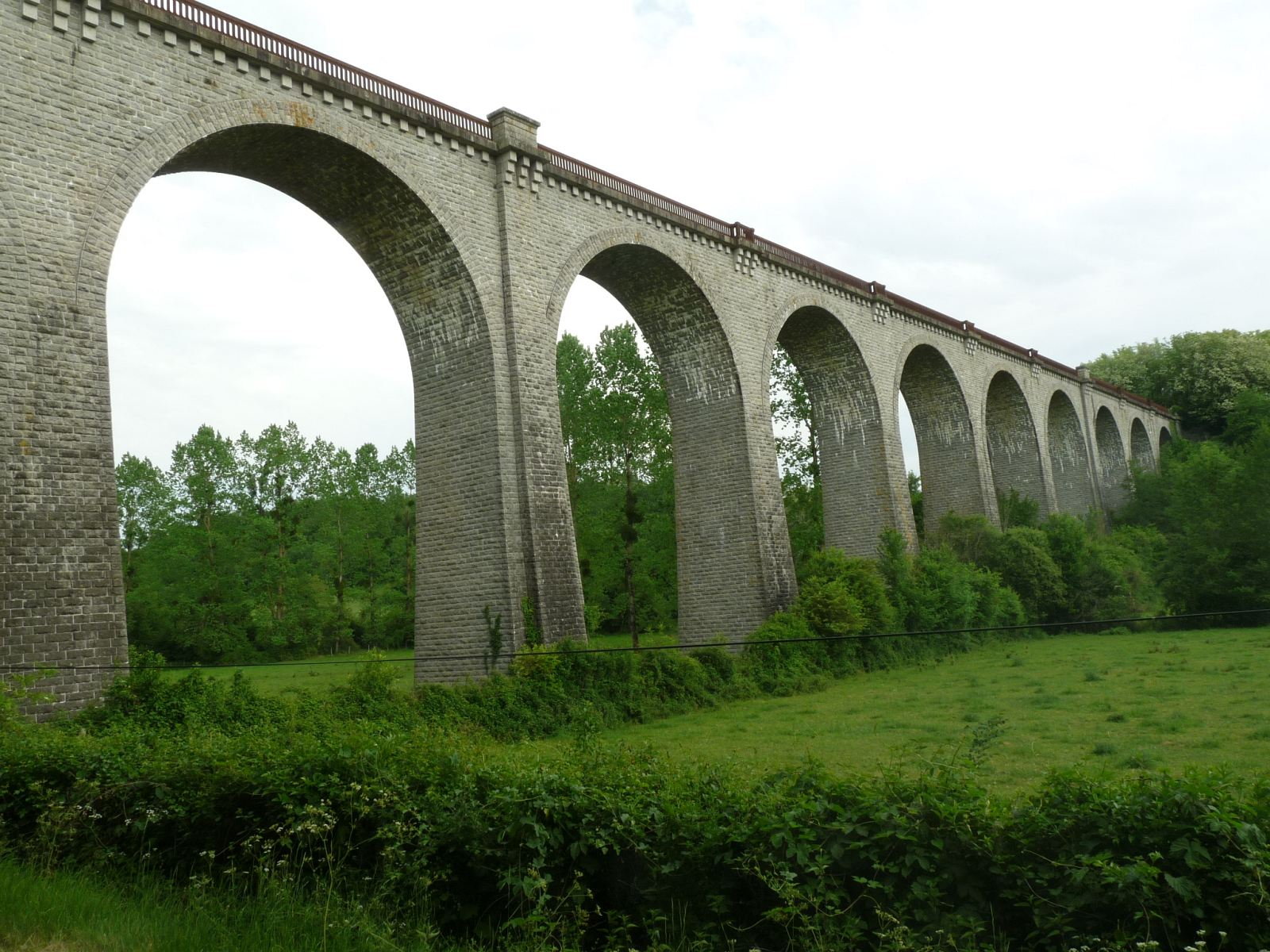
Виадук Соннет